# Ernst Hofmann (Fröntler)
Ernst Hofmann (* 6. Mai 1912 in Zürich; † 22. Oktober 1986 in Locarno; heimatberechtigt in Seen) war ein Schweizer Fröntler.
Der gelernte Elektromonteur gründete 1936 als Abspaltung von der Nationalen Front die nationalsozialistische Eidgenössische Soziale Arbeiterpartei und war Mitbegründer der Nationalen Bewegung der Schweiz. 1940 war er am Empfang der Frontisten durch den Bundespräsidenten Pilet-Golaz, welcher weitherum auf Missbilligung stiess, beteiligt.